# Viktor Linnarz
Generalleutnant Viktor Leopold Linnarz (19 de agosto de 1894 - 14 de octubre de 1979) fue un oficial del ejército alemán quien sirvió en el Ejército prusiano en la I Guerra Mundial y en la Wehrmacht durante la II Guerra Mundial.
Se unió al Ejército prusiano en marzo de 1914 y recibió la Cruz de Hierro durante su servicio en la I Guerra Mundial. Al estallar la II Guerra Mundial en septiembre de 1939 era Oberstleutnant. Fue promovido a Oberst (Coronel) en 1940 y sirvió como comandante de Brigada en la 3ª División Panzer entre el 27 de junio de 1941 y agosto de 1941. En 1942 se le designó Subjefe de la Oficina de Personal del Ejército (HPA) en el Alto Mando Alemán (OKH). El 1 de enero de 1943 fue promovido a Generalmajor (Mayor General) y el 1 de abril de 1944 a Generalleutnant (Teniente General). El 21 de julio de 1944 llegó a la casa de campo del Generalfeldmarschall Erwin von Witzleben, con la orden de arrestarlo por su participación en el complot del 20 de julio de golpe de Estado.
Linnarz fue el comandante de la 26ª División Panzer en Italia entre el 1 de marzo de 1945 y el 8 de mayo de 1945. Rindió su división a los británicos y fue después tomado en cautividad en el campo de prisioneros de guerra en Ghedi, Italia, donde póstumamente concedió la Cruz de Caballero de la Cruz de Hierro a un mayor de un Regimiento de Granaderos Panzer sin autorización. Linnarz fue interrogado sobre su participación en la guerra y sus recuerdos el 25 de febrero de 1948. Murió a los 85 años en 1979 en Weiden in der Oberpfalz.

## Condecoraciones
- Cruz de Hierro (1914)
- Broche de la Cruz de Hierro (1939)
- Cruz Alemana en Plata (15 de enero de 1945)